# Gevork Bashindzhagian
Gevork Bashindzhagian (en arménien : Գևորգ Բաշինջաղյան), né le 16 septembre 1857 à Sighnaghi, et mort le 4 octobre 1925 à Tbilissi, est un peintre paysagiste arménien.

## Galerie

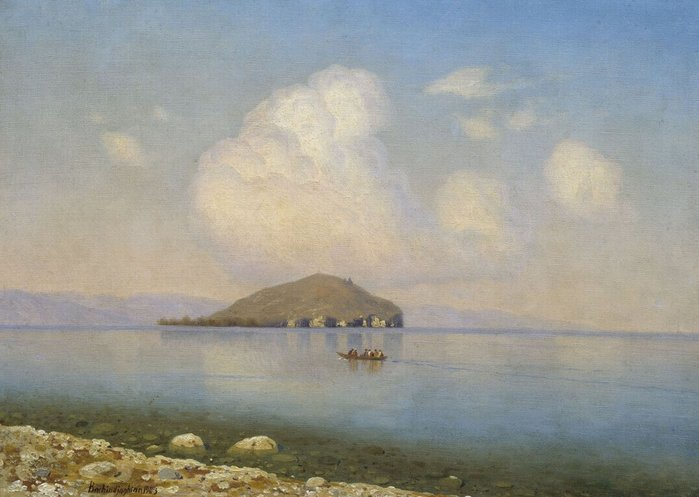
Sevan, 1903.
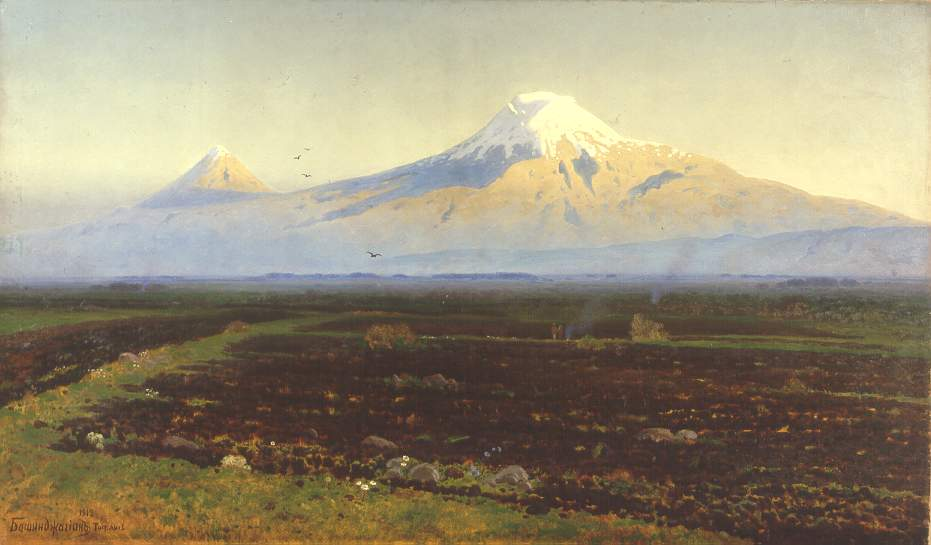
Ararat, 1912.